# Mahamane Cissé
Mahamane Cissé   (Ansongo, 27 de desembre de 1993) és un exfutbolista de Níger, nascut a Mali, de la dècada de 2010.
Fou internacional amb la selecció de futbol de Níger.
Pel que fa a clubs, destacà a Djoliba AC i AC Léopards.